# Françoise Diep
Françoise Diep est une bibliothécaire jeunesse et conteuse française, née à Bordeaux.

## Biographie
Bibliothécaire-jeunesse de formation, Françoise Diep est devenue conteuse professionnelle depuis 1990. Elle rencontre Henri Gougaud à Alès et participe avec lui à ses activités de contes durant deux ans, notamment au festival Parole d’Alès qu'il anime. Elle s'est produite en France, Europe, Afrique de l’Ouest et Amérique, dans le milieu scolaire, les structures pour la petite enfance, des bibliothèques, salons du livre, festivals et salles de spectacles. Elle est également formatrice pour le Centre national de la fonction publique territoriale. 
En 1998, Françoise est invitée au festival burkinabé Yeleen, et devient par la suite artiste associée. À partir de 2001, en collaboration avec le conteur burkinabé François Moïse Bamba, elle a collecté des contes en ville et en brousse. Tous deux ont lancé Aux origines du monde , une collection d’albums et de disques édité par Lirabelle,. Depuis 2004, elle est la directrice artistique du festival de contes Palabrages dans la région de Nîmes. Elle est devenue conteuse pour l'association Tom Pouce, à Nages-et-Solorgues. Elle habite actuellement à Nîmes.

### En tant qu'auteure du texte
- Histoires en herbe (contient un CD), Françoise Diep, narration, Éditions Oui'dire, 2015
- Les deux cailloux : un conte africain, illustrations de Cécile Gambini, Didier jeunesse, 2014
- "Ben nafa ka tia" : regards sur le métier de potière dans le village de Ouolonkoto au Burkina Faso, Lirabelle, photos d'Annabel Olivier, 2012
- Le loup et la soupe aux pois, illustrée par Magali Le Huche, Didier Jeunesse, 2012, réédité en 2017
- Coque de noix, bateau de roi, Ali Boozari (illustrations), Lirabelle, 2012
- Un doudou si doux, 2010
- Kaksé kaksé, voilà un conte, 2007
- Contes et légendes du Burkina Faso : recueillis en pays sénoufo / par Françoise Diep et François Moïse Bamba (également éditeurs scientifiques), préface de Hassane Kassi Kouyate ; illustrations de Hassan Musa, 2007, réédité en 2016
- Siaka, 2007
- La soupe aux pois, 2006
- Un doudou si doux, illustrée par Fabienne Teyssèdre, 2005
- Niamanto, 2004
- Le lièvre et le singe, 2003
- La colline au serpent, 2003
- Une graine (contient un CD), Elian Guili-Guili (illustrations); Marie-Josée Keller, (composition), Françoise Diep, narratrice, Lirabelle, 2003, réédité en 2011
- Tiguê-guêlê, 2003
- Un petit creux, Françoise Diep, narratrice, 2003

### En tant qu'adaptatrice
- Tiguê-Guêlê, 2010 , réédité en 2011
- Le lièvre et le singe, 2010, réédité en 2011
- La colline au serpent, 2010
- Les funérailles de l'éléphant, (également éditrice scientifique), 2006, réédité en 2009, 2010 et 2011
- Siska, 2009
- Niamanto, 2008
- Dieu, l'abeille et Gouna, (également éditrice scientifique), 2008, réédité en 2010 et 2011

### En tant que narratrice
- Mon meilleur meilleur ami, Jennifer Couëlle, Planète rebelle, 2011